# Youssef Mohamad
Youssef Wasef Mohamad, na língua árabe: يوسف واصف محمد‎, (nascido em 1 de Julho de 1980, em Beirute, Líbano) é um futebolista libanês, que joga como defensor e atualmente disputa partidas pelo 1. FC Köln, da Bundesliga.
Começou a carreira em um pequeno clube local, transferindo-se para o Olympic Beirut em 2004. Ele marcou seus dois primeiros gols pelo SC Freiburg jogando em 22 de setembro de 2006 em um empate em 3-3 com o Greuther Fürth.

## Carreira do clube
Mohamad começou sua carreira no Sporting Club Safa, assinando para a equipe primeira das equipes clubes juniores. Em 2002 ele se transferiu para Olimpic Beirute, um clube que foi fundado em 2000, Mohamed passou a ganhar a Premier League libaneses e os títulos da Copa FA libanesa em 2003.
Um zagueiro, Mohamad juntou-se a partir de Freiburg Olympic Beirute em 2004. Ele marcou seus primeiros objetivos de Freiburg, um casal, em um empate 3-3 contra o Greuther Fürth em 22 de setembro de 2006. [ 1 ] Em 2004, transferiu-se para Freiburg em Alemanhas Bundesliga por recomendação de seu companheiro de equipe internacional, Roda Antar . Freiburg seria, então, relegado a Alemanhas 2 ª divisão, Mohamad permaneceria lá até que ele foi assinado a 1. FC Köln em 2007 junto com Roda Antar .

## Carreira internacional
Em 2000, com 20 anos, Mohamed foi selecionado para representar o Líbano no Asian Cup 2000 . Esta oportunidade de jogar em um grande torneio em uma idade jovem deu-lhe uma grande chance para ampliar sua carreira. Em 12 de outubro, ele jogou os 90 minutos em perda de abertura do Líbano 4-0 contra o Irã . Em 15 de outubro, ele foi substituído para o campo no minuto 89 para Abbas Chahrour em um empate de 2-2 contra o Iraque . No entanto, ele não iria participar no empate 1-1 do Líbano com a Tailândia em 18 de Outubro.
De novembro de 2004 a agosto de 2005, Mohamed foi o capitão da equipe nacional libanesa.
Depois de criticar a FA intensamente libanesa e seu treinador, em seguida, nacional, Adnan Meckdache, ele foi suspenso pela FA e só seria permitido voltar se ele iria pedir desculpas para o FA eo treinador da equipe nacional por sua postura crítica. Também tinha sido relatado que Mohamad declinou que iria prosseguir com essas ações como o viu na posição de auto-direita, com razões válidas.

### 1. FC Köln
Youssef Mohamad assinado em 17 de julho de 2007. Köln foram promovidos à primeira divisão alemã para a temporada 2008-09.
Na temporada 2009-10, ele marcou contra o Borussia Dortmund em um empate 2-2 emocionante. Depois de seu companheiro de equipe Kevin McKenna empatou, Mohamad assumiu a liderança com um gol certo footed. Mohamad recebeu três cartões amarelos durante toda a temporada.
Demorou 92 segundo para ele ver um cartão vermelho no dia de abertura da temporada 2010-11, pelo qual recebeu uma proibição combinar três.

### Al Ahli Dubai Clube
Sobre o 19 de agosto de 2011 o site oficial do clube Emirado anunciaram que tinham chegado a um acordo com o FC Koln para a transferência de Mohamad para a Liga dos Emirados Árabes Unidos. Youssef tinha reportedtly assinou um contrato de dois anos depois de ter conseguido passar um médico. Foi relatado que Koln não permitiria Mohamad deixar até que pudessem encontrar um substituto para ele.

## Títulos
Olympic Beirut
- Libano Premier League-2003
- Líbano F.A Cup-2003

## Estatísticas
- Última atualização: 20 de Maio de 2008

| Temporada | Time               | Divisão | Jogos | Gols |
| --------- | ------------------ | ------- | ----- | ---- |
| 1999/00   | Safa Sporting Club | 1       | ??    | ??   |
| 2000/01   | Safa Sporting Club | 1       | ??    | ??   |
| 2001/02   | Safa Sporting Club | 1       | ??    | ??   |
| 2002/03   | Olympic Beirut     | 1       | ??    | ??   |
| 2003/04   | Olympic Beirut     | 1       | 07    | 01   |
| 2004/05   | SC Freiburg        | 1       | 29    | 0    |
| 2005/06   | SC Freiburg        | 2       | 27    | 01   |
| 2006/07   | SC Freiburg        | 2       | 31    | 08   |
| 2007/08   | 1. FC Köln         | 2       | 31    | 05   |